# SBS 목요 드라마
SBS 목요 드라마는 대한민국의 SBS에서 매주 목요일에 방송되었던 TV 드라마 작품이다.

## 작품 리스트
|  | - 아래의 텔레비전 드라마 중 2002년 11월 이후에 시청 가능 연령을 표시하는 드라마 등급 제도를 의무적으로 시행하고 있습니다. - 2017년 3월 1일부터 TV 프로그램 등급 표시 외에 주제, 폭력성, 선정성, 언어, 모방 위험 등 분류 사유 표시를 의무적으로 시행하고 있습니다. |

### 1990년대
- 《여성극장》 : 1992년 1월 9일 ~ 1992년 3월 19일
- 《목소리를 낮춰요》 : 1992년 5월 21일 ~ 1993년 2월 11일
- 《오박사네 사람들》 : 1993년 2월 18일 ~ 1993년 4월 22일

### 2020년대
- 《국민사형투표》 : 2023년 8월 10일 ~ 2023년 11월 16일

## 같이 보기
- SBS 수목 드라마